# 齒軌鐵路

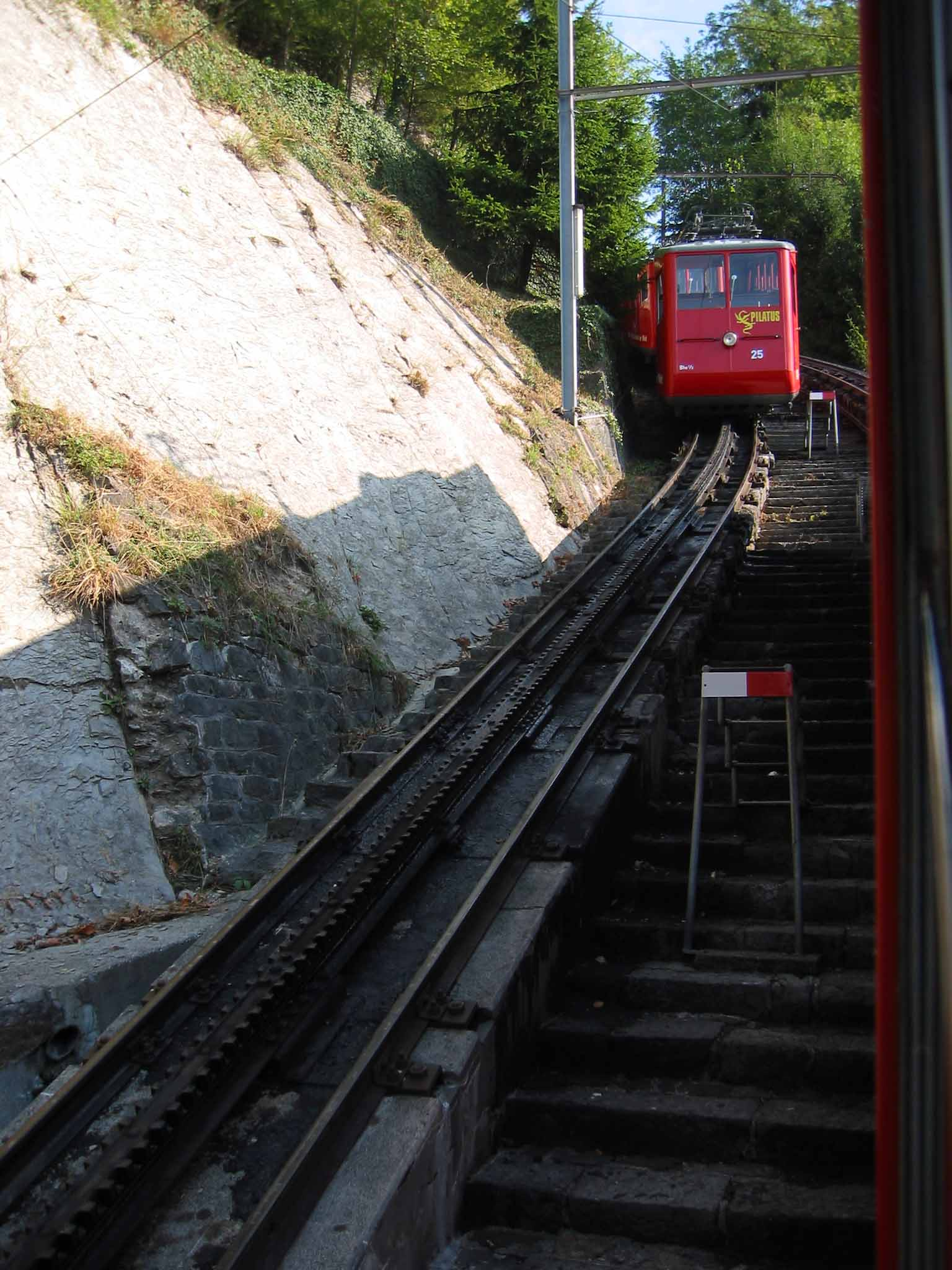
最斜的皮拉特斯鐵路，留意使用的Locher齒軌

齒軌鐵路運作

齒軌鐵路是一種登山铁路。一般鐵路可以攀爬的斜坡坡度約為4%至6%，間中亦可越過短的9%路段。齒軌鐵路在普通路軌中間的軌枕上，另外放置一條特別的齒軌。行走齒軌鐵路的機車，配備了一個或多個齒輪，跟齒軌嚙合着行走。這樣機車便能克服黏著力不足的問題，把列車拉上坡度達48%（約25.641度）的陡峭斜坡。

## 種類
齒軌鐵路有幾種：

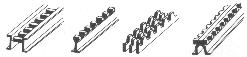
左至右：Riggenbach, Strub, Abt, Locher齒軌

- Riggenbach系統使用形似梯子的齒軌——齒軌由多塊鋼板組成，中間每隔固定距離由圓柱連結。這種齒軌發明最早，缺點是比其他的系統複雜及昂貴。這種齒軌亦稱Marsh系統，因為美國人Sylvester Marsh同時在華盛頓山的登山鐵路中發明了相同的設計。

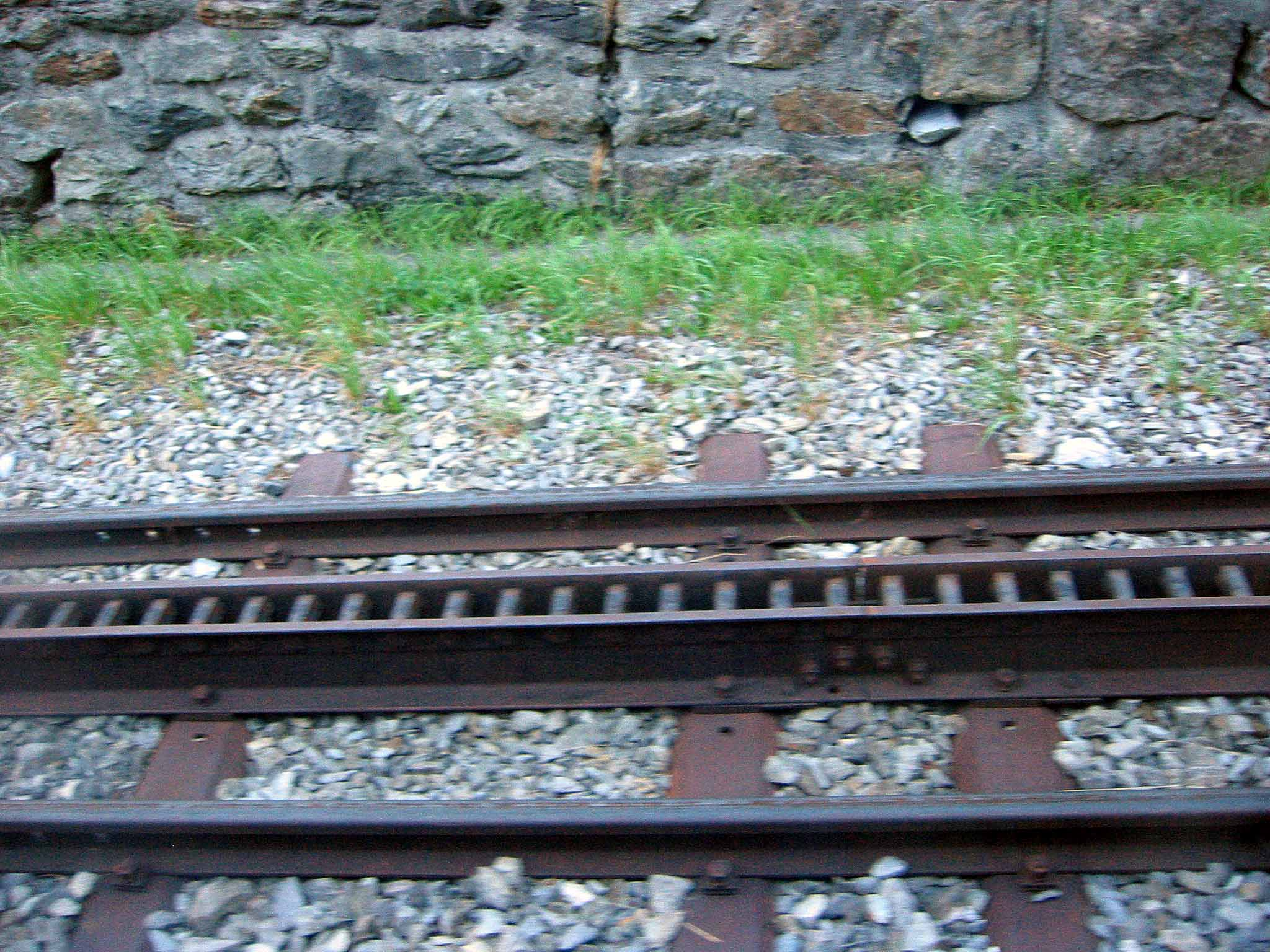
Riggenbach齒軌

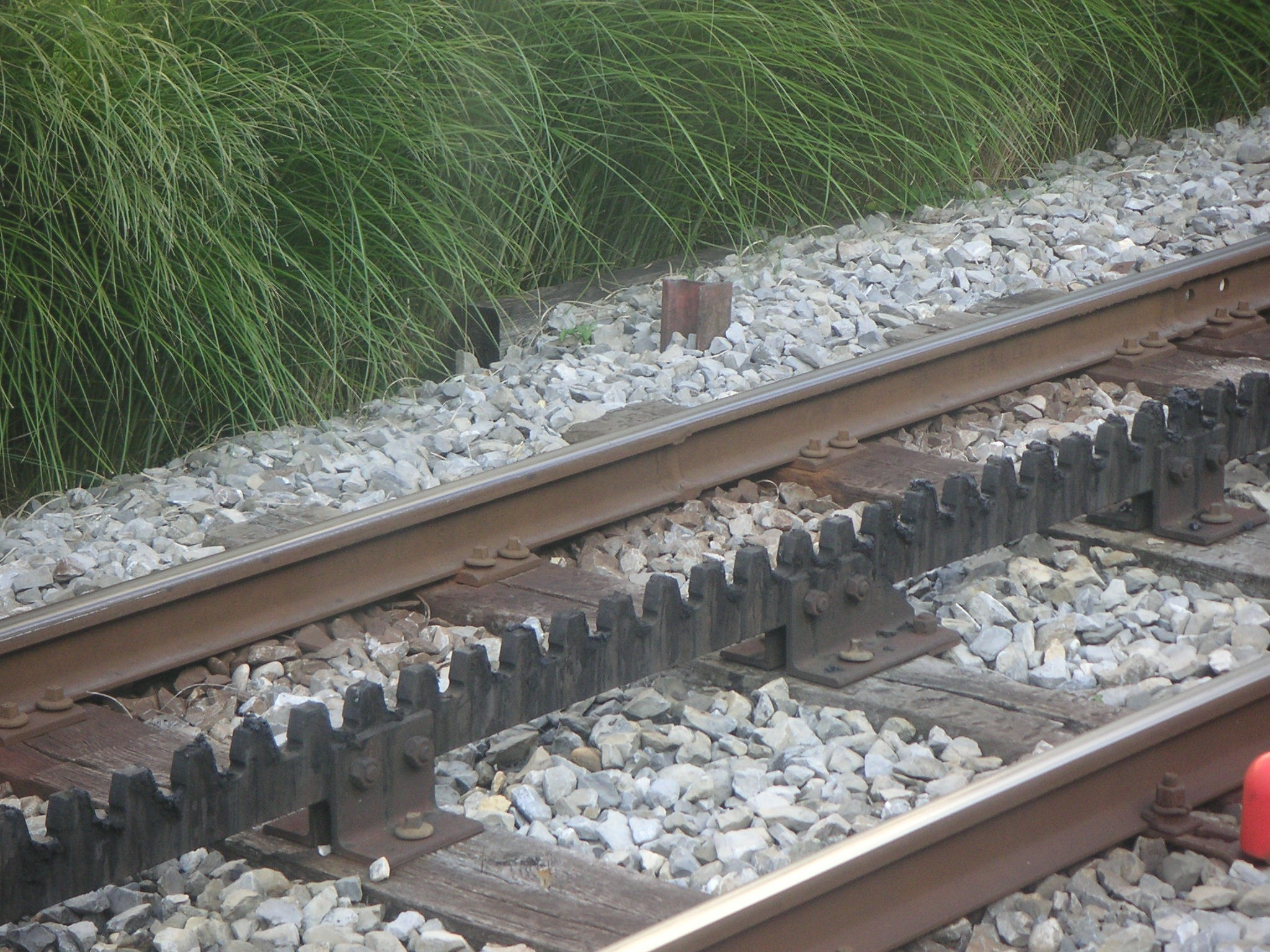
Von Roll齒軌

- Abt 齒軌系統由瑞士工程師卡爾·羅曼·阿布特（Carl Roman Abt）發明。阿布特原先任職於里根巴赫（Riggenbach）位於奧爾滕（Olten）的工廠以及其後的 IGB 齒軌機車公司。阿布特在1885 年創立了自己的公司。在 19 世紀 80 年代初期，阿布特努力改進齒軌系統克服里根巴赫系統的限制－－齒軌製造與維護成本高昂，且轉轍器構造複雜。1882 年，阿布特設計了一種新型齒軌，是在鋼條以機器銑切出垂直方向的齒槽，將兩到三條齒軌安裝在普通鋼軌之間，各組齒輪－齒軌的齒彼此錯開。[1] 這樣在行走時，有多組齒輪－齒軌，可確保機車動力齒輪與齒軌之間保有持續的嚙合。[2] 齒輪可以裝在普通鐵軌車輪的軸上，也可以單獨設置。西海岸荒野鐵路（West Coast Wilderness Railway）的蒸汽機車以及尼爾吉裡山鐵路（Nilgiri Mountain Railway）的「X」級機車都採用獨立的氣缸來驅動齒輪。雖然Abt 系統比里根巴赫系統在同等長度之下齒軌重量較輕、建造成本較低，但里根巴赫系統更為耐磨。[3]首先使用Abt系統的是德國的哈爾茨鐵路（Harzbahn），於 1885 年通車。.[3] 日本鐵路橫川至輕井澤路段的碓冰峠於1893年使用Abt系統，而現在大井川鐵道的井川線仍在使用Abt齒軌系統。
- Strub系統與Abt類似，但只用一條較寬的齒軌。這種系統維修最簡單，亦越來越受歡迎。
- Locher系統的齒是銑割在鋼軌的兩旁邊，而不是上方。機車以兩個齒輪同時在左右兩側嚙合齒軌。這種齒軌不會出現齒輪跳出齒軌，適合攀爬特陡峭的斜坡。世界最陡峭的皮拉特斯山鐵路使用的就是這種齒軌。
- Von Roll由Von Roll公司製造，齒的型狀比例跟Riggenbach或Strub一樣，但製作較為容易，被用作替代品。

有些鐵路使用的是齒軌與黏著組合驅動，只在陡峭的路段使用齒軌，其餘部分則跟常規的鐵路一樣。純粹使用齒軌的鐵路機車，動力都在齒軌輪上，其他車輪都只是跟隨著轉動，是不帶動力的。

## 機車
初期的齒軌鐵路使用的是蒸汽機車。這些機車必須要經過大量改裝才能運作。與柴油或電力機車不同，蒸汽機車鍋爐內的水必須經常把熱水管及燃燒室璧覆蓋。不然的話，燃燒的熱力會把這些部分燒熔；或令它們變軟，在壓力下斷裂，造成意外。
在坡度非常高的齒軌鐵路，鍋爐、駕駛室及車頭主結構會被造成向前傾。這樣當它們走到斜的鐵路上時，便變回接近水平了。這種機車不可以在水平的路段運作，故此包括維修廠在內的整條路線都必須全是斜的。
為了安全原因，在純粹使用齒軌的鐵路上，機車必然是放在列車的尾端，把客車車廂向前推。機車都裝有強力的制動刹車裝置，通常包括有鉗緊齒軌的鉗。部分的制動裝置由速度控制，當車速太快時便自動啟動，以防滑溜。有些齒軌鐵路的機車及客車車廂之間是沒有接鈎的，只靠重力把客車車廂壓在機車上。

## 各国应用

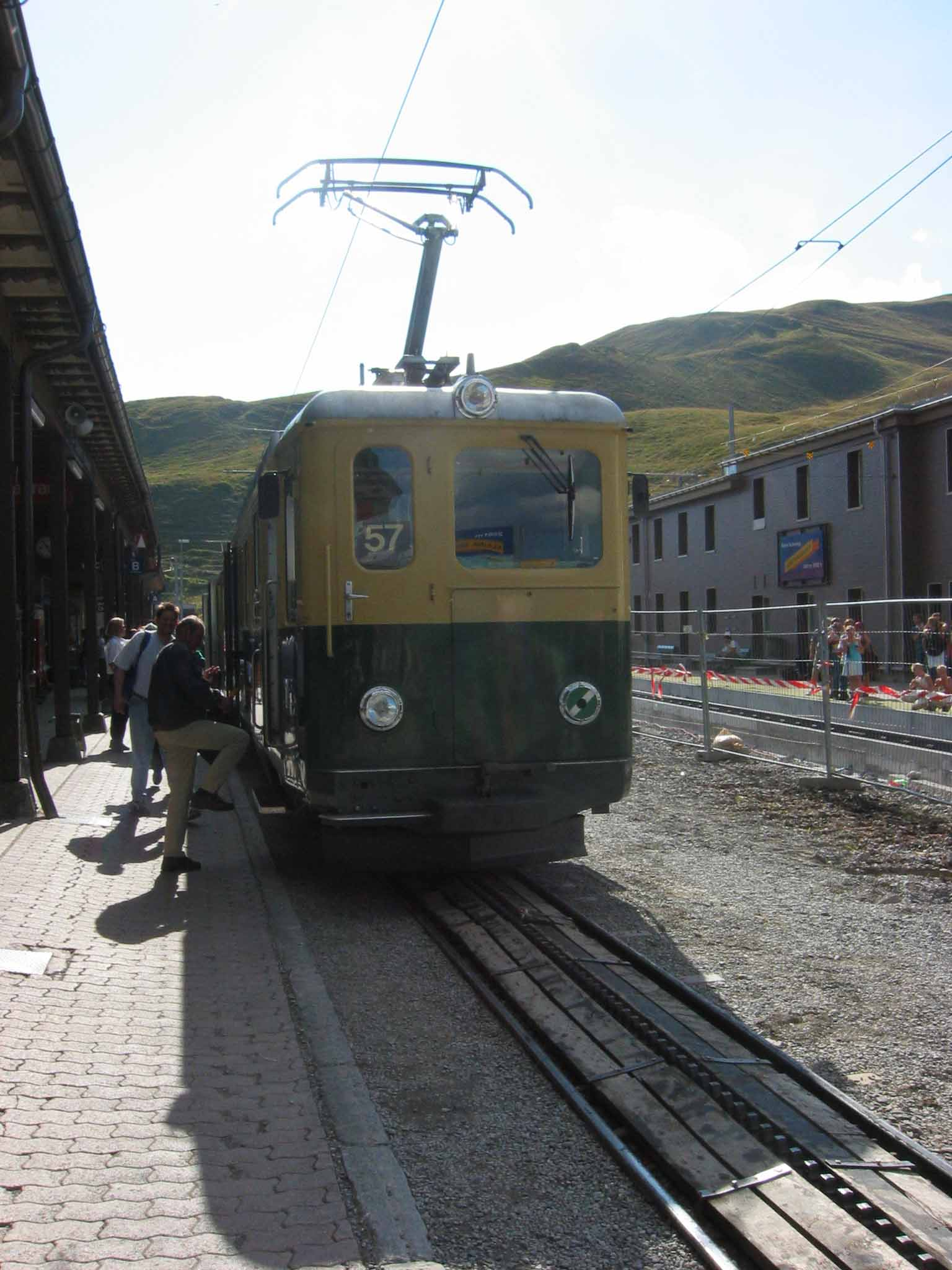
瑞士的齒軌鐵路

齒軌鐵路的攀斜能力不及缆车，不過卻可以建成更長、或更複雜的路線。特別是齒軌與黏著組合驅動可以把平地及登山鐵路結合，乘客可以無需換乘。有許多鐵道採用了齒軌鐵路系統：
- 美國新罕布殊爾州華盛頓山上的齒軌鐵路，採用Marsh系統，建於1869年，是唯一完全建於支架上的齒軌鐵路，全長5.2公里。
- 美國科羅拉多州Manitou and Pike Peak Railway，採用Abt系統。
- 瑞士伯恩高地少女峰鐵路，山上車站位於山體內，為歐洲最高車站。
- 瑞士伯恩高地溫根阿爾卑斯鐵路，世界最長的連續齒軌鐵路，全長19.11公里[4]。
- 瑞士伯恩高地伯恩高地鐵路。
- 瑞士皮拉圖斯鐵路，最斜的路段達48％，是現今世界最斜的齒軌鐵路。
- 日本靜岡縣大井川鐵道井川線Abt市代站～長島壩站路段使用Abt系統。
- 日本群馬縣舊信越本線曾先後使用EC40型（日语：国鉄EC40形電気機関車）、ED40型（日语：国鉄ED40形電気機関車）、ED41型（日语：国鉄ED41形電気機関車）、ED42型電力機車並採用Abt式齒軌，該路段最大坡度為66.7‰，1963年7月啟用新路線後廢除。
- 中国都江堰至四姑娘山山地铁路，建造中。[5]